# Maffucci-Syndrom
Das Maffucci-Syndrom ist eine seltene, komplexe Entwicklungsstörung mesodermaler Gewebe, die in der Regel sporadisch auftritt, sehr selten einen autosomal-dominanten Erbgang aufweist. Es handelt sich um eine gutartige Erkrankung, jedoch ist in 20 % mit einer malignen Entartung (Chondro-, Hämangio- und Fibrosarkome, sowie Gliome) zu rechnen.
Benannt ist es nach dem Pathologen Angelo Maffucci (1847–1903).

## Synonyme
- Osteochondromatose-Hämangiose-Syndrom
- Kast-Syndrom, nach Alfred Kast (1856–1903), der die entsprechende Arbeit mit Friedrich Daniel von Recklinghausen 1889 veröffentlichte[4]
- Maffucci-Kast-Syndrom
- Dyschondroplasia haemangiomatosa
- Enchondromatose Typ II nach Spranger

## Vorkommen
Die Häufigkeit ist nicht bekannt, bislang wurde über 250 Betroffene berichtet.
Es besteht eine Assoziation mit anderen Tumorerkrankungen wie Struma, Adenom der Nebenschilddrüse, der Hypophyse, Tumoren der Nebenniere, des Eierstocks, Brustkrebs oder Astrozytom.

## Ursache
Als Ursache werden hauptsächlich Mutationen im IDH1-Gen auf Chromosom 2 Genort q34 und im IDH2-Gen auf Chromosom 15 Genort q26.1 angesehen, die für die Isocitrat-Dehydrogenase kodieren.

## Symptome
Das Syndrom ist durch eine Enchondromatose (multiple gutartige Knorpeltumore) sowie tiefe kavernöse Hämangiome und Lymphangiome der Haut und inneren Organe gekennzeichnet. Betroffene Kinder sind nach der Geburt zunächst unauffällig, Schmerzen treten in der Regel zunächst nicht auf. Zu Deformitäten der Knochen und Knorpel entsprechend der Lokalisation der Enchondrome kommt es während des weiteren Wachstums, pathologische Frakturen manchmal schon im Kindesalter sind die Folge. Der Grad der Behinderung kann von leichten Beeinträchtigungen des täglichen Lebens bis zur schwersten Behinderung reichen. Die Knochen- und Hautläsionen sind asymmetrisch verteilt, ohne sich an anatomische Strukturen zu halten.
Die Krankheit wird meist zwischen dem 1.–5. Lebensjahr offensichtlich, bei 25 % finden sich schon bei Geburt Veränderungen.
Etwa 30 bis 40 % der Enchondrome könne sich zu Chondrosarkomen entwickeln.

## Differentialdiagnose
Abzugrenzen ist die Ollier-Krankheit.